# Boeing 747-400
El Boeing 747-400 es un avión comercial de fuselaje ancho, es la segunda versión más reciente del Boeing 747. El prototipo se matriculaba N661US. La serie -400 es el modelo más vendido de la familia 747. El 747-400 fue sustituido por el nuevo Boeing 747-8 en 2012. El último 747-400 fue entregado en diciembre de 2009.

## Diseño y desarrollo

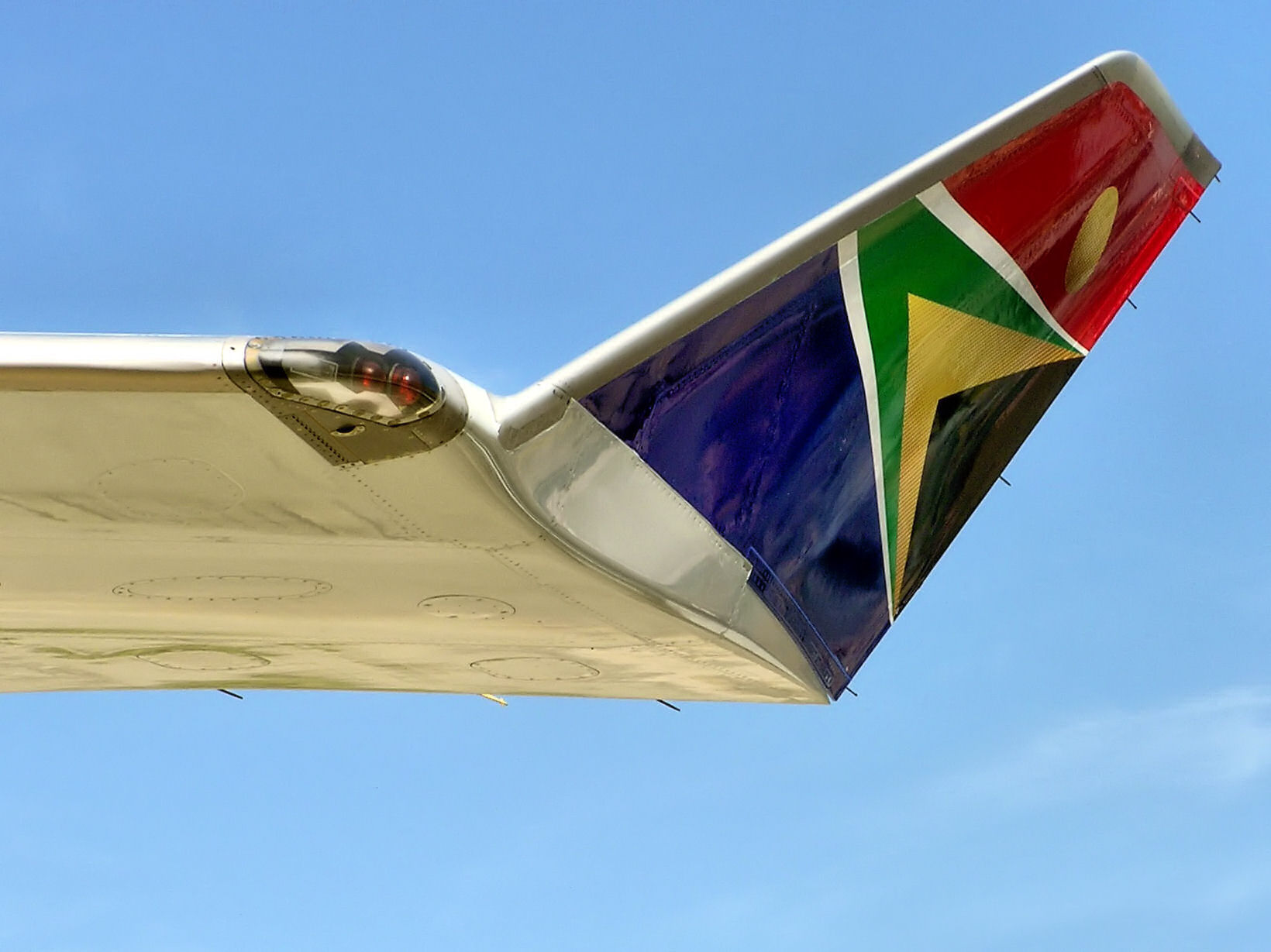
El winglet inclinado agregado.

Cuando la Fuerza Aérea de los Estados Unidos propuso la creación de un avión de carga pesado, Boeing envió un diseño que sería el precursor del 747. Así, con el 707 y el KC-135, Boeing esperaba desarrollar un diseño que le permitiese ahorrar costes a la hora de diseñar un avión comercial procedente del modelo militar. Sin embargo, Lockheed consiguió el contrato con la Fuerza Aérea y empezó a construir el C-5 Galaxy. Después del enorme coste de desarrollo que excedió los 16 000 millones de dólares, Boeing decidió desarrollar una versión civil del 747, pues varias aerolíneas se habían interesado por el diseño. Boeing comenzó a construir una nueva factoría, pues las dimensiones del avión eran mucho mayores que las de sus antecesores. El fuselaje es enorme, con una distribución de nueve asientos de lado a lado en la cabina principal, más una cabina superior colocada detrás de la cabina de mando. Para su operación como aeronave pesada en las pistas existentes, el peso tenía que ser distribuido en 18 ruedas en 5 trenes de aterrizaje. A pesar de su volumen, el 747 fue diseñado de manera similar a los diseños menores de Boeing como el 707 o el 727 para una fácil adaptación de la tripulación y una compatibilidad máxima en los aeropuertos. El 747 usa un control de potencia y un sistema avanzado de navegación, de manera que sólo tres tripulantes (dos en la última versión) son necesarios para operar el avión. Aunque el 747 suele transportar entre 300 y 500 pasajeros, sólo representa una fracción de la capacidad de la aeronave. Versiones con configuración interior de alta densidad vuelan en Asia rutinariamente con 800 pasajeros, y un 747 israelí transportó en 1991 a 1087 refugiados de Etiopía. En 2001, cuando más de 1250 unidades se habían construido, Boeing propuso el 747X para cargar mayores pesos y más pasaje, siendo redenominado Boeing 747-8. Su variante carguera realizó el primer vuelo el 8 de febrero de 2010 y la versión intercontinental voló el 20 de marzo de 2011.

### Entregas
| Modelo     | Total | 2009 | 2008 | 2007 | 2006 | 2005 | 2004 | 2003 | 2002 | 2001 | 2000 | 1999 | 1998 | 1997 | 1996 | 1995 | 1994 | 1993 | 1992 | 1991 | 1990 | 1989 |
| ---------- | ----- | ---- | ---- | ---- | ---- | ---- | ---- | ---- | ---- | ---- | ---- | ---- | ---- | ---- | ---- | ---- | ---- | ---- | ---- | ---- | ---- | ---- |
| 747-400    | 442   |      |      |      |      | 2    | 3    | 6    | 5    | 19   | 9    | 34   | 43   | 30   | 18   | 16   | 32   | 42   | 47   | 48   | 54   | 34   |
| 747-400D   | 19    |      |      |      |      |      |      |      |      |      |      |      |      |      |      | 2    | 1    | 6    | 8    | 2    |      |      |
| 747-400ER  | 6     |      |      |      |      |      |      | 3    | 3    |      |      |      |      |      |      |      |      |      |      |      |      |      |
| 747-400ERF | 40    | 6    | 6    | 8    | 6    | 2    | 5    | 4    | 3    |      |      |      |      |      |      |      |      |      |      |      |      |      |
| 747-400F   | 126   | 2    | 8    | 8    | 8    | 9    | 7    | 6    | 15   | 12   | 15   | 10   | 8    | 4    | 3    | 5    | 4    | 2    |      |      |      |      |
| 747-400M   | 61    |      |      |      |      |      |      |      | 1    |      | 1    | 3    | 2    | 5    | 5    | 2    | 3    | 6    | 6    | 12   | 8    | 7    |
| Total      | 694   | 8    | 14   | 16   | 14   | 13   | 15   | 19   | 27   | 31   | 25   | 47   | 53   | 39   | 26   | 25   | 40   | 56   | 61   | 62   | 62   | 41   |

Fuente: Boeing.com

### Componentes
Referencias: smartcockpit.com, aerospace-technology.com, federalregister.gov, nasco.co.jp, regulations.gov, aerospace.honeywell.com

#### Electrónica

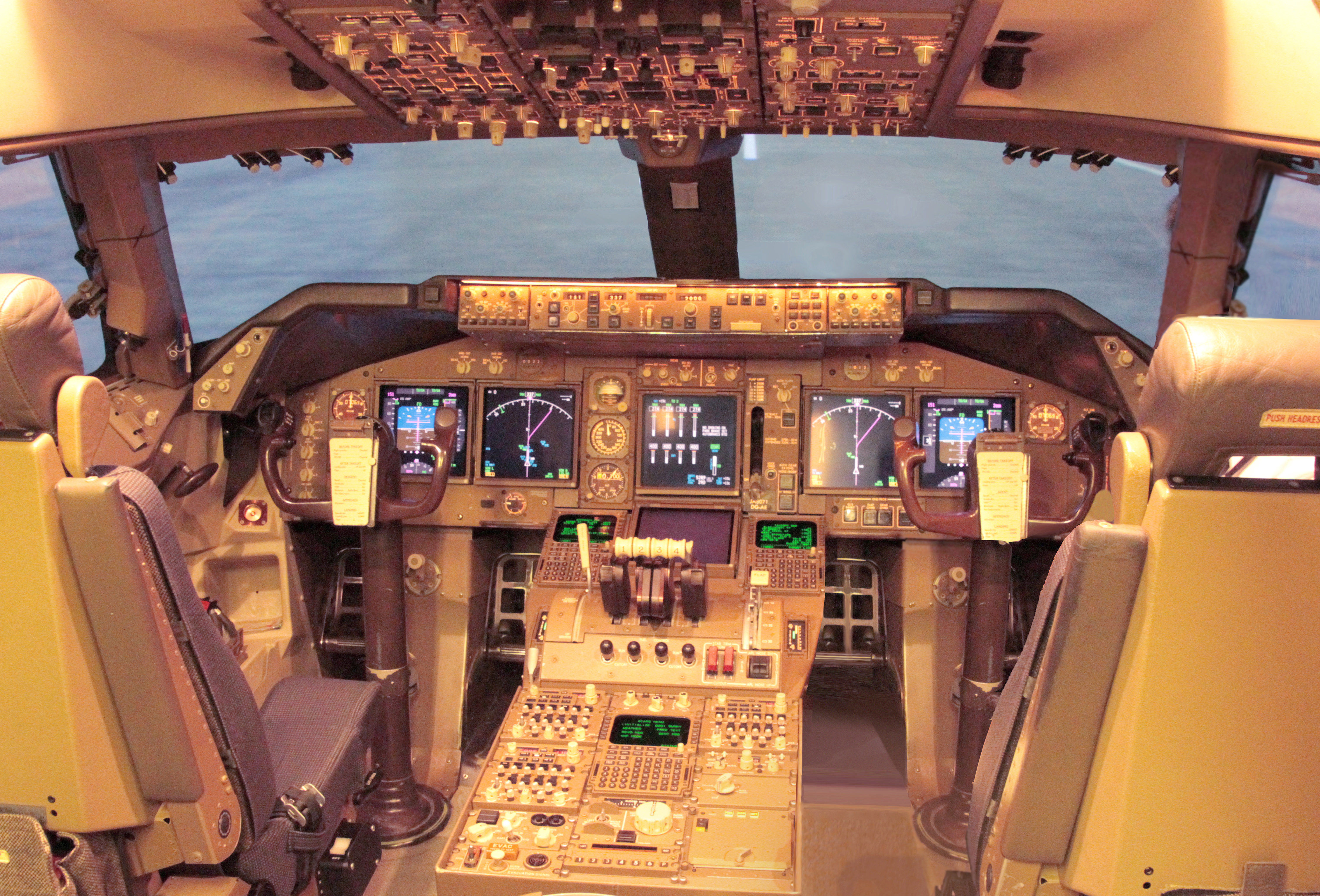
La cabina de cristal computarizada del Boeing 747-400ER.

| Sistema                                       | País                      | Fabricante           | Notas                     |
| --------------------------------------------- | ------------------------- | -------------------- | ------------------------- |
| Red de datos                                  |                           |                      | ARINC 429                 |
| ADCs                                          | Bandera de Estados Unidos | Honeywell            | 3                         |
| IRUs                                          | Bandera de Estados Unidos | Honeywell            | 3                         |
| Sensores AoA (opción)                         | Bandera de Estados Unidos | Goodrich Corporation | 2                         |
| Sensores AoA (opción)                         | Bandera de Estados Unidos | Ametek               | 2                         |
| TAWS                                          | Bandera de Estados Unidos | Honeywell            | EGPWS                     |
| RAAS (opción 2004)                            | Bandera de Estados Unidos | Honeywell            | EGPWS                     |
| ACAS II                                       | Bandera de Estados Unidos | Honeywell            | CAS-100                   |
| Transpondedor (opción 1996)                   | Bandera de Estados Unidos | ACSS                 | XS-950 (obsoleto en 2017) |
| Sistemas de gestión del vuelo (FMS, original) | Bandera de Estados Unidos | Honeywell            | 2                         |
| Sistemas de gestión del vuelo (FMS, opción)   | Bandera de Estados Unidos | Honeywell            | 2 × NGFMS                 |

#### Propulsión
| Sistema        | País                      | Fabricante           | Notas          |
| -------------- | ------------------------- | -------------------- | -------------- |
| Motor (opción) | Bandera del Reino Unido   | Rolls-Royce Holdings | 4 × RB211-524H |
| Motor (opción) | Bandera de Estados Unidos | General Electric     | 4 × CF6-80C2   |
| Motor (opción) | Bandera de Estados Unidos | Pratt & Whitney      | 4 × PW4062     |

## Variantes

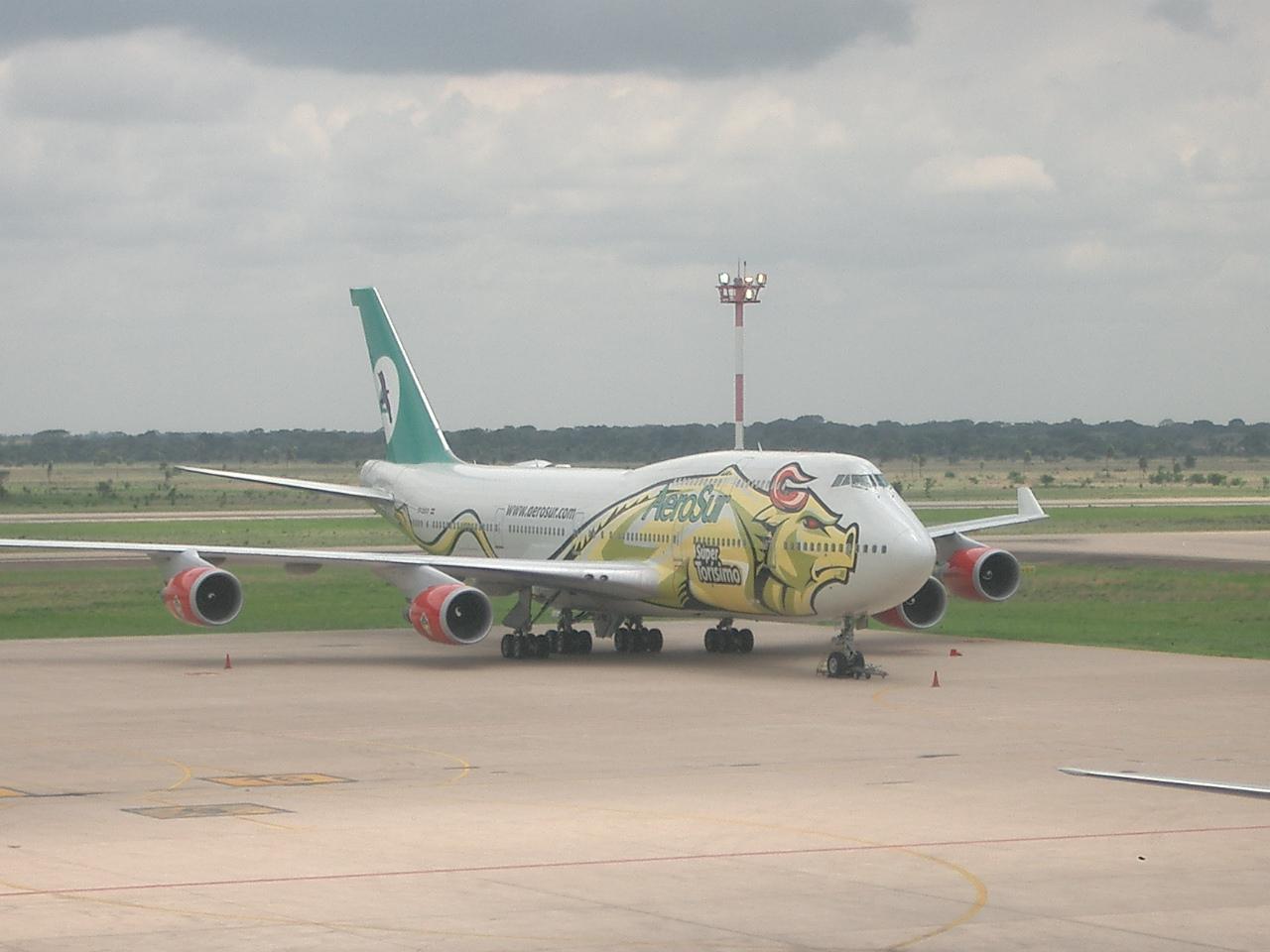
747-400 de AeroSur.

### 747-400
La variante original del rediseñado 747, el 747-400, presentaba una mayor envergadura, winglets, motores revisados y una cabina de cristal que eliminó la necesidad de un ingeniero de vuelo; esta versión también presentaba la cubierta superior alargada (SUD) introducida con el 747-300. El modelo de pasajeros formó la mayor parte de los 747-400 vendidos y se construyeron 442 ejemplares.
En 1989, un 747-400 de Qantas voló sin escalas de Londres a Sídney, una distancia de 9720 nmi (11 190 mi, 18 001 km), en 20 horas y 9 minutos para establecer un récord de distancia mundial de aviones comerciales. En 1988, durante las pruebas, uno de los primeros 747-400 construidos estableció un récord mundial al despegue de aviones pesados en un vuelo para simular asientos en la cabina, el vuelo tuvo un peso de despegue de 892 450 libras (404 810 kg), y para cumplir con las regulaciones de la Federación Aeronáutica Internacional, el avión ascendió a una altura de 6562 pies (2000 m).

### 747-400F

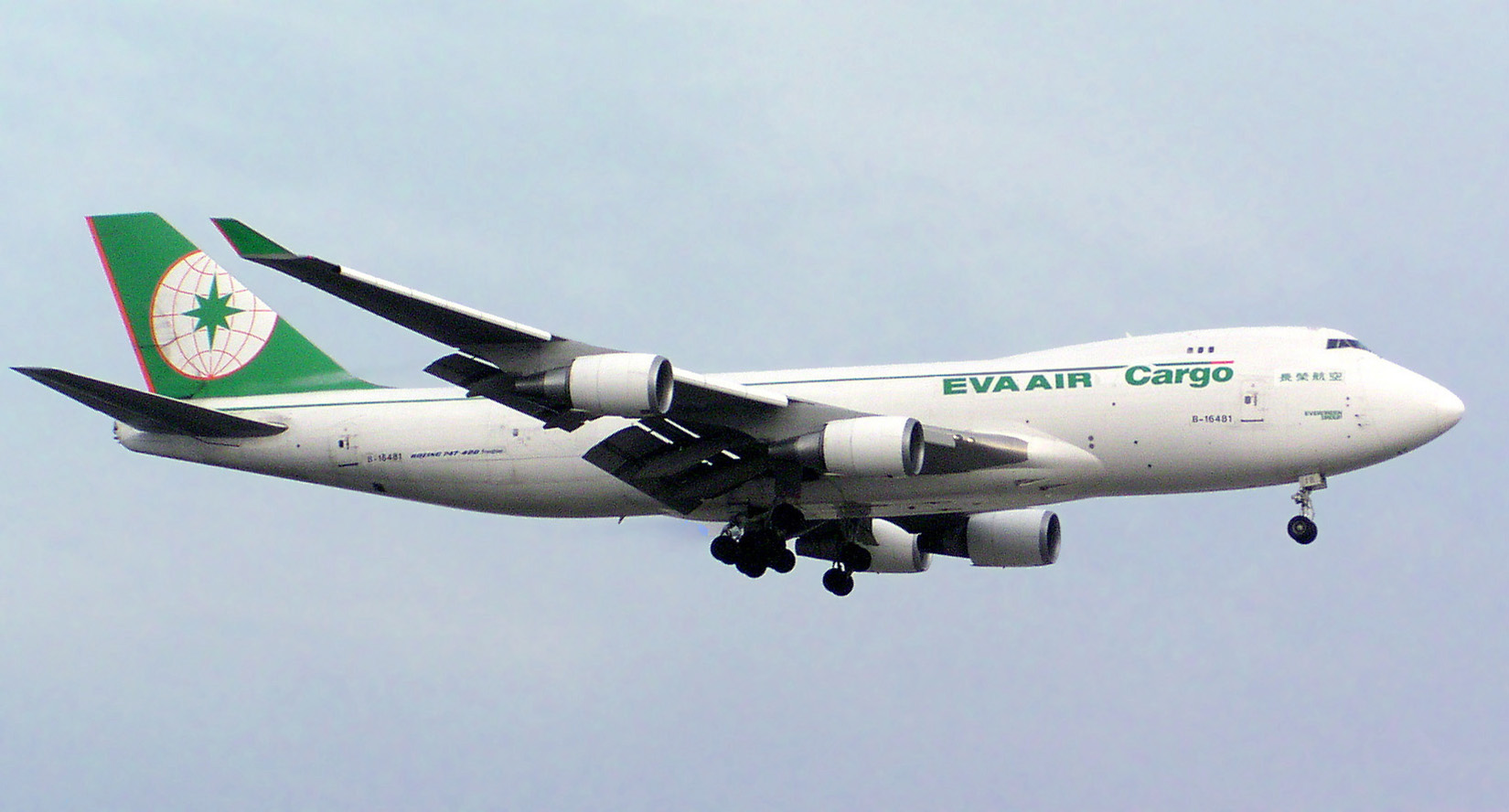
747-400F de Eva Air Cargo.

El 747-400F (Freighter, carguero) es una versión de carga completa del 747-400. Al utilizar los sistemas actualizados y el diseño del ala de las versiones para pasajeros, presenta la cubierta superior corta original que se encuentra en los 747 clásicos para reducir peso. El 747-400F tiene un peso máximo al despegue de 875 000 libras (396 890 kg) y una carga máxima de 274 100 libras (124 330 kg). El -400F se puede distinguir fácilmente del -400 de pasajeros por su joroba de cubierta superior más corta y la falta de ventanas a lo largo de la cubierta principal. El primer vuelo del modelo fue el 4 de mayo de 1993 y entró en servicio con Cargolux el 17 de noviembre del mismo año. Entre los principales clientes se incluyen Atlas Air, Cargolux, China Airlines, Korean Air, Nippon Cargo Airlines, Polar Air Cargo y Singapore Airlines. El 747-400F tiene una puerta de morro de la cubierta principal y un sistema mecanizado de manejo de carga. La puerta de morro pivota hacia arriba para que las plataformas o contenedores de hasta 40 pies (12 m) se puedan cargar directamente en los rodillos accionados por motor. Una puerta de carga lateral de la plataforma principal opcional (como 747-400M Combi) permite la carga de módulos de carga dimensionalmente más altos. Una puerta lateral de plataforma inferior ("vientre") permite cargar dispositivos de carga unitaria (ULD) de hasta 163 cm de altura. Boeing entregó 126 aviones 747-400F, sin pedidos pendientes a partir de noviembre de 2009. El último -400F se entregó a Nippon Cargo Airlines el 2 de agosto de 2008.

### 747-400M

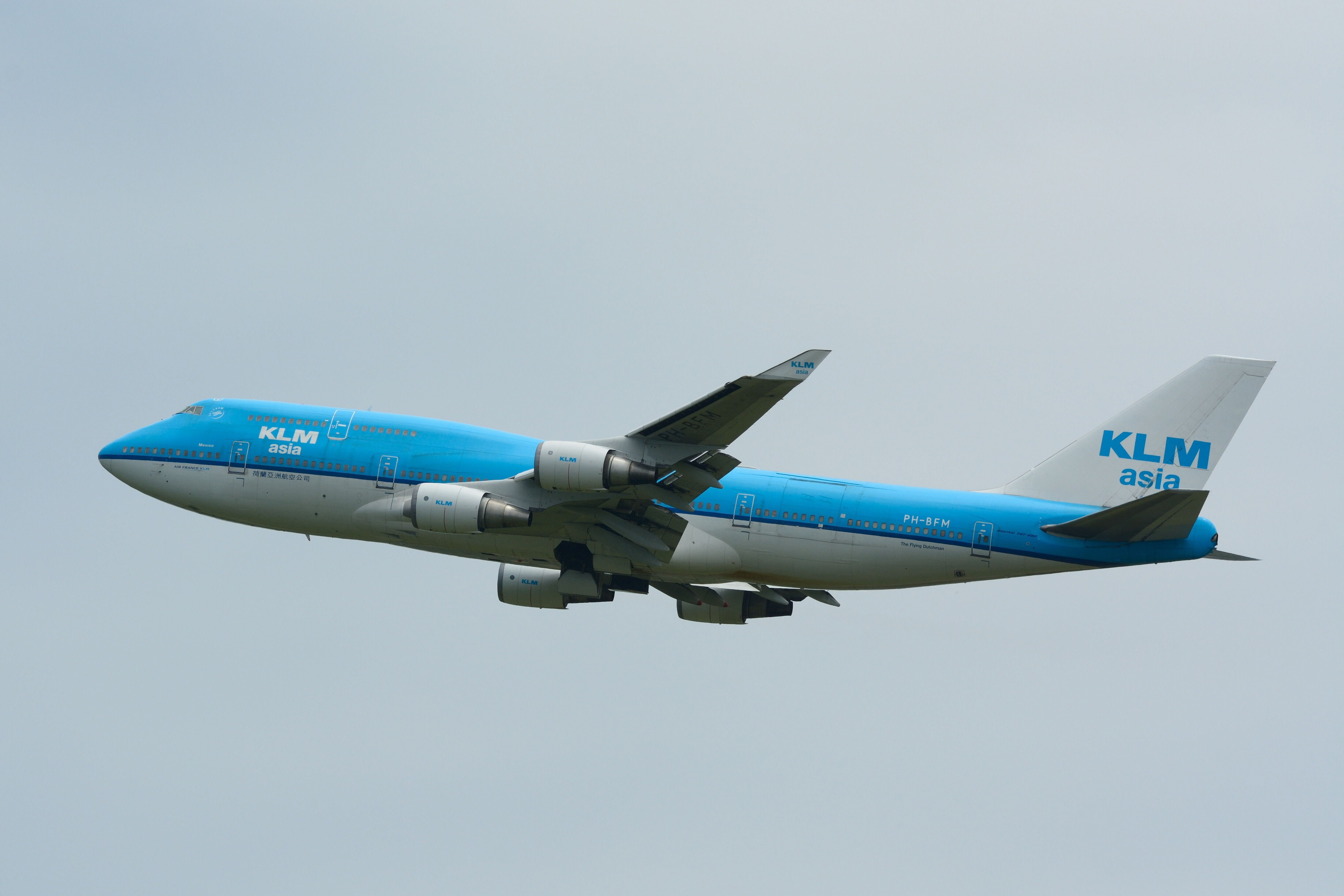
Boeing 747-400M PH-BFM de KLM Asia.

El 747-400M (variante de pasajeros/carga o "Combi") voló por primera vez el 30 de junio de 1989 y entró en servicio con KLM el 12 de septiembre del mismo año. Basado en las exitosas versiones "Combi" de los 747 Classic, el -400M tiene un gran puerta de carga instalada en la parte posterior del fuselaje para la carga en la bodega de carga de la cubierta principal de popa. Una partición cerrada separa el área de carga de la cabina de pasajeros delantera, y la -400M también cuenta con protección contra incendios adicional, piso de cubierta principal reforzado, un sistema de cinta transportadora de rodillos y equipo de conversión de pasajeros a carga. Los últimos 747-400M se entregaron a KLM el 10 de abril de 2002.Aunque últimamente  Boeing ha estado reacondicionando estos aviones como es el caso de KLM y el avión de matricula PHU-987  que se entregara a KLM a mediados de Diciembre de 2024  ya no se fabrican mas de estos.

### 747-400D

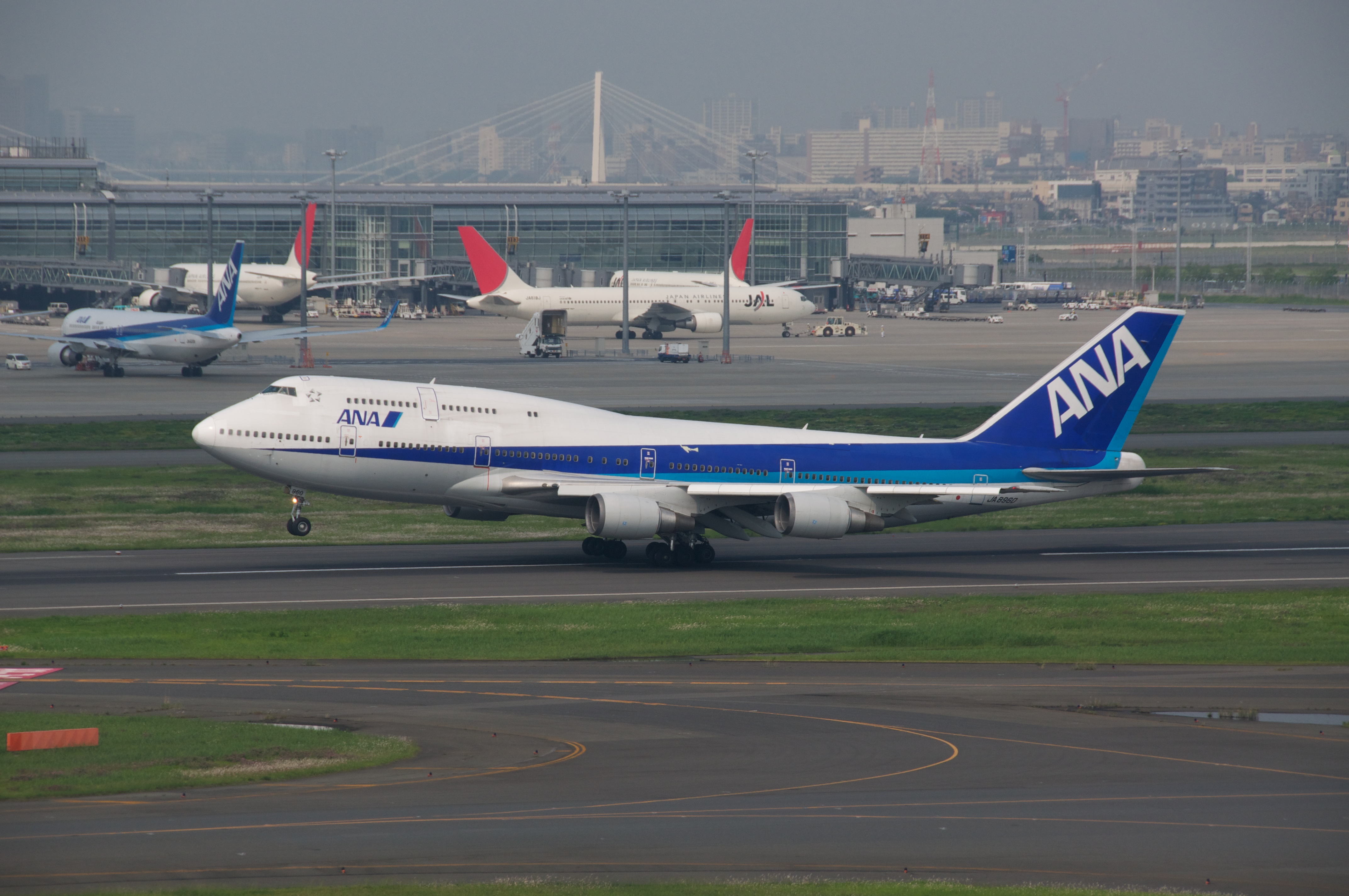
Boeing 747-400D de ANA.

El 747-400D (Domestic, doméstico) es un modelo que dispone de un mayor número de asientos desarrollado para vuelos domésticos de corta distancia y alto volumen en Japón. Este modelo es capaz de albergar un máximo de 568 pasajeros en una configuración de dos clases o 660 pasajeros en una configuración de clase única. El -400D carece de las extensiones de ala y las aletas incluidas en otras variantes. Los winglets proporcionarían beneficios mínimos en rutas de corta distancia, al tiempo que agregaría un peso y un coste extra. El -400D se puede convertir a la versión de largo alcance si es necesario. El 747-400D se puede distinguir del 747-300, que por lo demás es similar, por las ventanas adicionales en la cubierta superior. Estas permiten instalar asientos adicionales en la parte trasera de la cubierta superior, donde normalmente se ubicaría una galera en vuelos más largos. En total, se construyeron 19 de la serie -400D y el último ejemplar se entregó a All Nippon Airways el 11 de febrero de 1996, siendo este último retirado el 31 de marzo de 2014. 

### 747-400ER

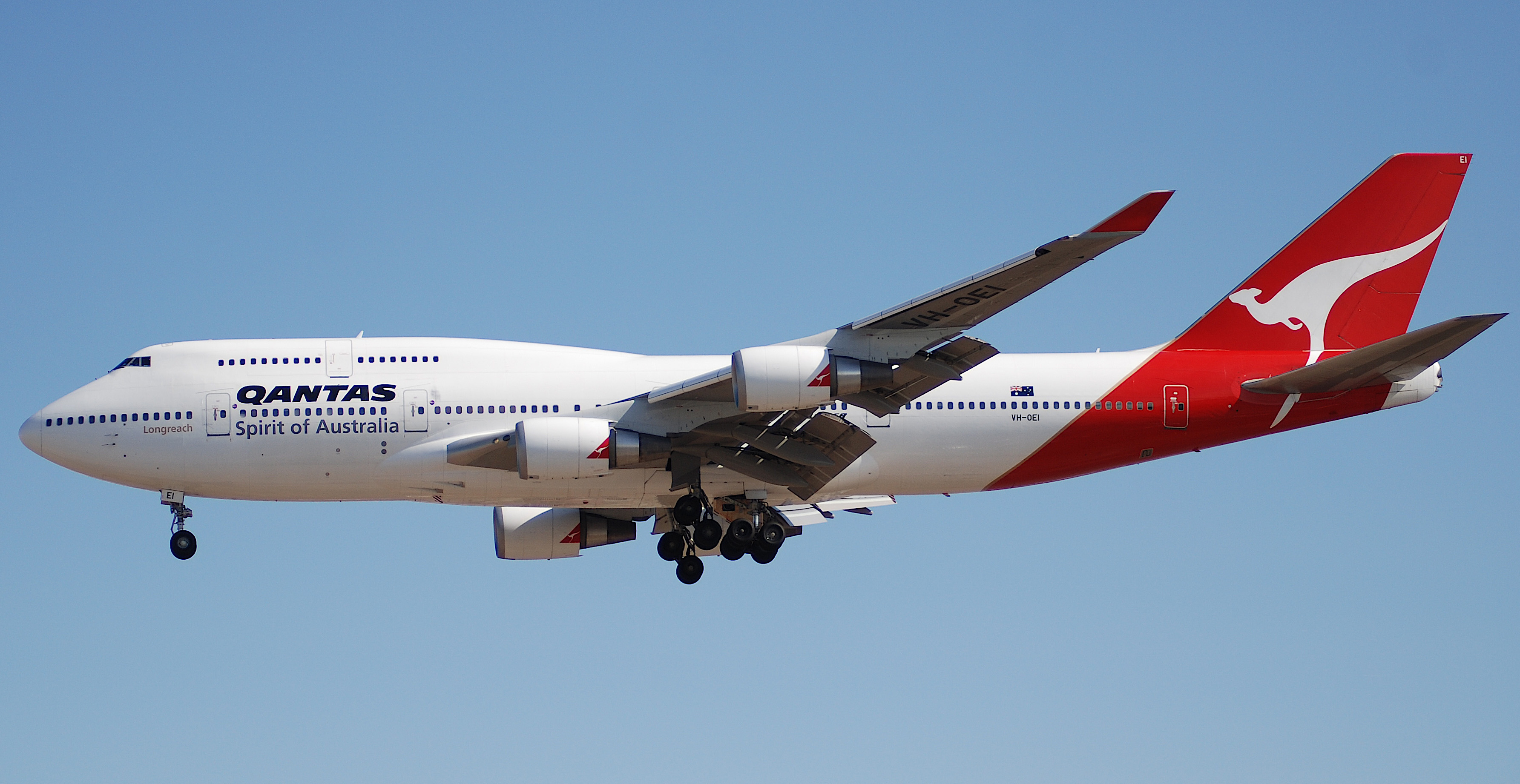
Boeing 747-438ER.

El 747-400ER (Extended Range, alcance extendido) se lanzó el 28 de noviembre de 2000, tras un pedido de Qantas por seis aviones. El modelo se conoce comúnmente como el '910k', lo que significa su peso máximo logrado a través de modificaciones estructurales y tren de aterrizaje modificado. Este fue el único pedido para la versión de pasajeros, elegido por Qantas para permitir cargas completas entre Melbourne y Los Ángeles, particularmente en la dirección oeste. El -400ER puede volar 500 millas (805 km) más lejos, o transportar 15 000 lb (6800 kg) más de carga. El primer 747-400ER se usó como un avión de vuelos de pruebas y se pintó en colores Boeing, registro N747ER. Qantas recibió la primera entrega de un 747-400ER, registro VH-OEF, el 31 de octubre de 2002; este fue el segundo avión construido. El avión de pruebas de vuelo fue restaurado y entregado con la librea de Qantas.
El 747-400ER incluía la opción de uno o dos depósitos adicionales de 3240 US gal (12 300 L) en la bodega de carga delantera, sin embargo, Qantas fue el único cliente que pidió la configuración de depósitos de un solo cuerpo y no se entregaron aviones con depósitos de combustible de doble cuerpo. Fabricados por Marshall Aerospace, estos depósitos utilizaban la tecnología de unión entre panal y metal para lograr una relación de alto volumen de combustible a peso seco. Los depósitos presentaban una doble pared, sistema de ventilación integrado y control de combustible a través de una tarjeta de administración del sistema de combustible (FSMC) que optimiza la transferencia de combustible en el depósito de ala central (CWT) en vuelo, junto con la transferencia de combustible del depósito del estabilizador horizontal (HST). El depósito es extraíble utilizando herramientas que interactúan con el sistema de carga. Marshall ha utilizado una tecnología similar en el desarrollo de depósitos de combustible para el Boeing 777-200LR y el Boeing P-8A Poseidon. Otros cambios al 747-400ER incluyen la reubicación de los componentes del sistema de oxígeno y los depósitos y bombas del sistema de agua potable, ya que los depósitos de combustible del cuerpo impiden el acceso a las ubicaciones estándar.

### 747-400ERF

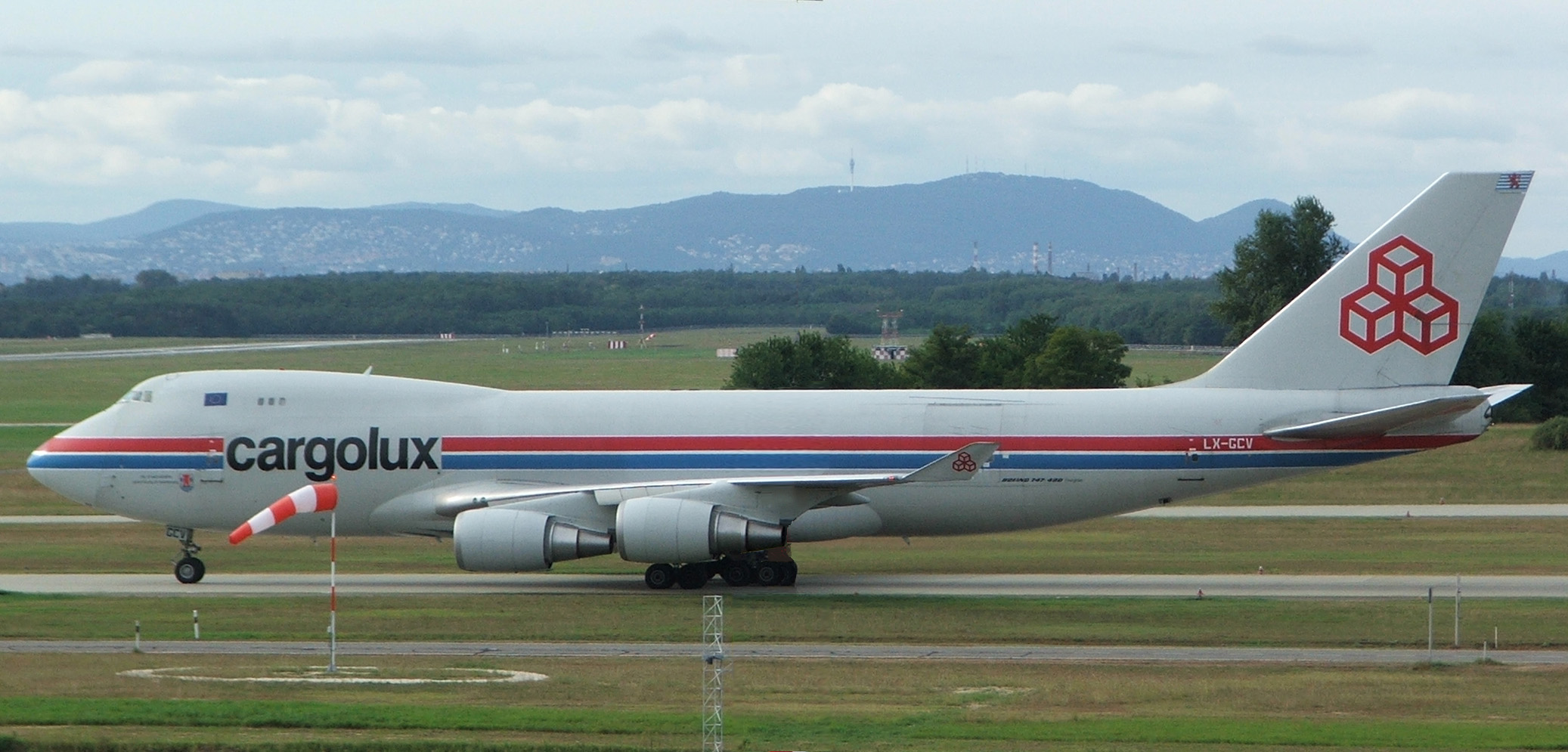
Boeing 747-400ERF LX-CGV LHBP de Cargolux.

El 747-400ERF (Extended Range Freighter, alcance extendido carguero) es la versión de carga del -400ER, lanzada el 30 de abril de 2001. El 747-400ERF es similar al 747-400F, excepto por el aumento de la capacidad de peso bruto, que le permite transportar más peso de carga. A diferencia del 747-400ER, ningún cliente pidió los depósitos de combustible opcionales del cuerpo (compartimiento de carga). El 747-400ERF tiene un peso máximo de despegue de 910 000 libras (412 769 kg) y una carga máxima de 248 600 libras (112 760 kg). Ofrece a las aerolíneas de carga la opción de agregar 22 000 libras (9980 kg) más de carga útil que otras variantes de carga del 747-400, o agregar 525 millas náuticas (972 km) al alcance máximo.
El -400ERF tiene un alcance de 5700 millas (9200 km) con la carga máxima, aproximadamente 326 millas (525 km) más lejos que el carguero 747-400 estándar, y tiene un fuselaje, tren de aterrizaje y partes de su ala reforzados, junto con neumáticos nuevos y más grandes. El primer -400ERF se entregó a Air France (a través de ILFC) el 17 de octubre de 2002. Boeing ha entregado 40 747-400ERF sin pedidos pendientes. El nuevo 747-8 Freighter tiene más capacidad de carga útil, pero menos alcance que el 747-400ERF.

### 747-400 Boeing Converted Freighter

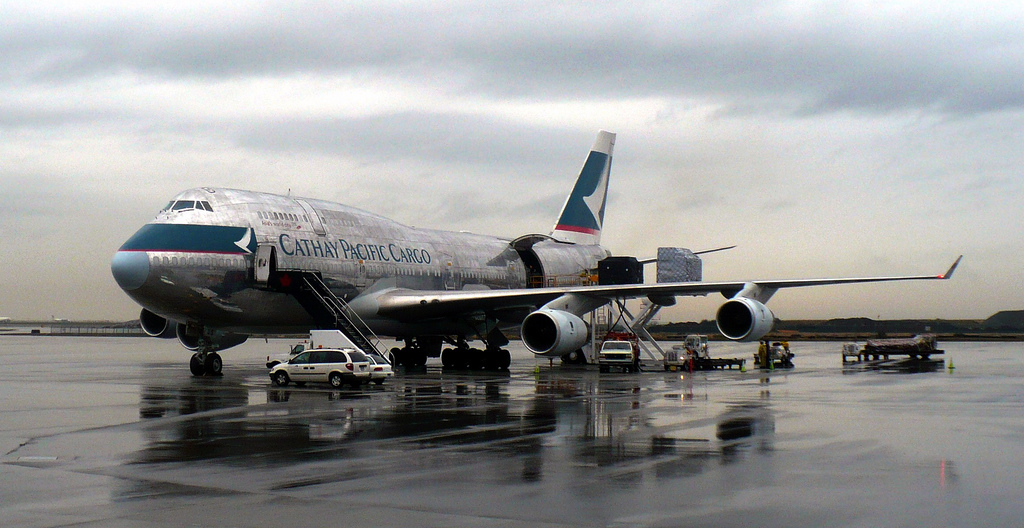
747-400BCF de Cathay Pacific Cargo.

El 747-400BCF (Boeing Converted Freighter, por sus siglas en inglés), anteriormente conocido como el 747-400SF (Special Freighter), es un programa de conversión para 747-400 estándar de pasajeros. El proyecto se lanzó en 2004 y sería realizado por contratistas aprobados como HAECO, KAL Aerospace y SIA Engineering. El primer Boeing 747-400BCF se volvió a entregar a Cathay Pacific Cargo y entró en servicio el 19 de diciembre de 2005. Este tipo de procedimiento de conversión se realiza en el Aeropuerto Internacional Xiamen Gaoqi en China.

### 747 Large Cargo Freighter

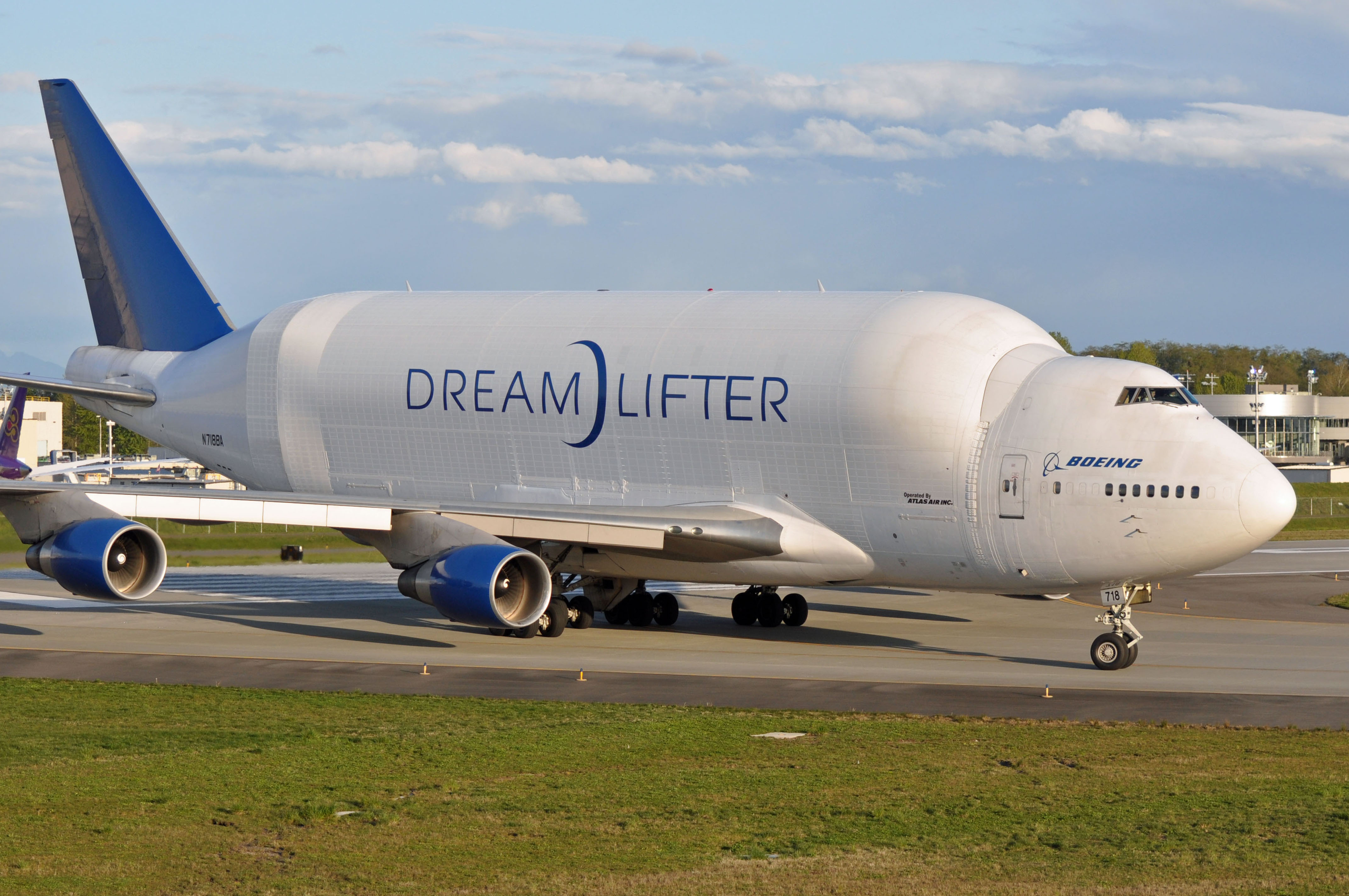
Boeing 747-400CLF con matrícula N718BA.

Boeing anunció en octubre de 2003 que, debido a la cantidad de tiempo que implica el transporte marítimo, el transporte aéreo sería el principal método de transporte de piezas para el Boeing 787 Dreamliner. Los aviones de pasajeros 747-400 usados se han convertido en una configuración de gran tamaño, "Large Cargo Freighter" (LCF) para transbordar subconjuntos a Everett, Washington, para el montaje final. El LCF tiene un fuselaje abultado similar al de los aviones de carga Aero Spacelines Super Guppy o Airbus Beluga.
La conversión, diseñada por ingenieros de Boeing de Puget Sound, Moscú y Canoga Park, California, y Gamesa Aeronáutica en España, se llevó a cabo en Taiwán por una filial del Grupo Evergreen. Boeing compró cuatro aviones de segunda mano y los convirtió todos; el cuarto y último LCF realizó su primer vuelo en enero de 2010.
Los plazos de entrega son tan bajos como un día utilizando el 747 LCF, en comparación con hasta 30 días para las entregas por barco. El LCF tiene la capacidad de carga más grande de cualquier avión, y puede contener tres veces el volumen de un carguero de 747-400F. El LCF no es un modelo de producción de Boeing y no se ha ofrecido a la venta a ningún cliente. Los LCF están destinados para uso exclusivo de Boeing.

### C-33
Versión propuesta de transporte militar estadounidense del 747-400F, ideada como alternativa a aumentar la flota del Boeing C-17 Globemaster III. El C-33 costaba menos y tenía un alcance mayor, aunque no podía usar pistas austeras ni manejar equipos militares de gran tamaño, y tenía un coste operativo más alto. El plan fue cancelado a favor de la compra de más C-17.

### YAL-1

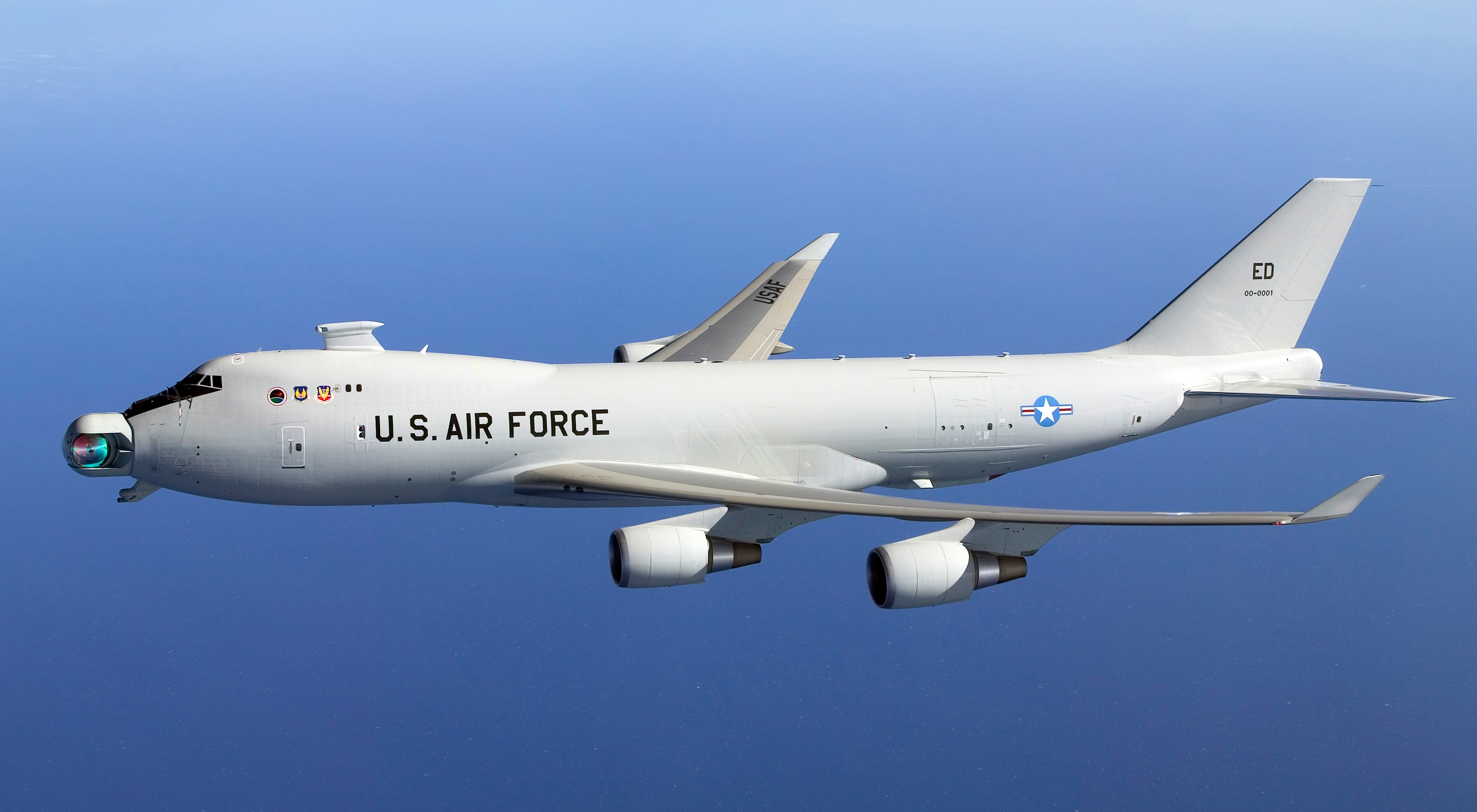
YAL-1A.

Operador "Airborne Laser" (láser aerotransportado) basado en un 747-400F para la Fuerza Aérea de los Estados Unidos. La aeronave fue muy modificada para llevar una torreta montada en el morro y un equipo de Láser Químico de Yodo y Oxígeno (COIL) para derribar misiles ICBM. Retirado en el 309th AMARG en Davis-Monthan AFB, Arizona, en 2012, después de la cancelación de la financiación del programa.

## Operadores

### Actuales
Alemania
- Lufthansa: 8[13]

 Arabia Saudita
- Saudia: 6[14]

 Azerbaiyán
- Silk Way West Airlines: 7[15]

 Bélgica
- ASL Airlines Belgium: 5[16]
- Challenge Airlines: 3[17]

 Bermudas
- Longtail Aviation: 3[18]

 Bulgaria
- Compass Cargo Airlines: 1[19]

 China
- SF Airlines: 4[20]
- Suparna Airlines: 3[21]
- Air China Cargo: 3[22]
- Air China: 2[23]
- China Central Longhao Airlines: 1[24]

 Corea del Sur
- Asiana Airlines: 11[25]
- Korean Air: 5[26] (carga)

 Emiratos Árabes Unidos
- Mesk Air: 1[27]

 Estados Unidos
- Atlas Air: 44[28]
- Kalitta Air: 24[29]
- UPS Airlines: 13[30]
- National Airlines: 9[31]
- JetOneX: 9[32]
- Western Global Airlines: 4[33]

 Hong Kong
- Cathay Pacific: 6[34] (carga)
- Fly Meta: 1[35]

 Irán
- Mahan Air: 2[36]

 Israel
- CAL Cargo Air Lines: 1[37]

 Islandia
- Air Atlanta Icelandic: 12[38]

 Italia
- Cargolux Italia: 4[39]

 Kenia
- Astral Aviation: 2[40]

 Luxemburgo
- Cargolux: 16[41]

 Malta
- Air Atlanta Europe: 6[42]

 Moldavia
- Aerotranscargo: 7[43]
- Terra Avia: 4[44]

 Nigeria
- Max Air: 2[45]

 Países Bajos
- KLM: 3 (operados por Martinair)[46]
- Martinair: 1[47]

 Reino Unido
- Cargologicair: 2[48]

 Rusia
- Rossiya: 5[49]
- AirBridge Cargo: 3[50]

 Singapur
- Singapore Airlines: 7[51] (carga)

 Taiwán
- China Airlines: 9[52] (carga)

 Turquía
- ACT Airlines: 4[53]
- MyCargo Airlines: 3

### Antiguos

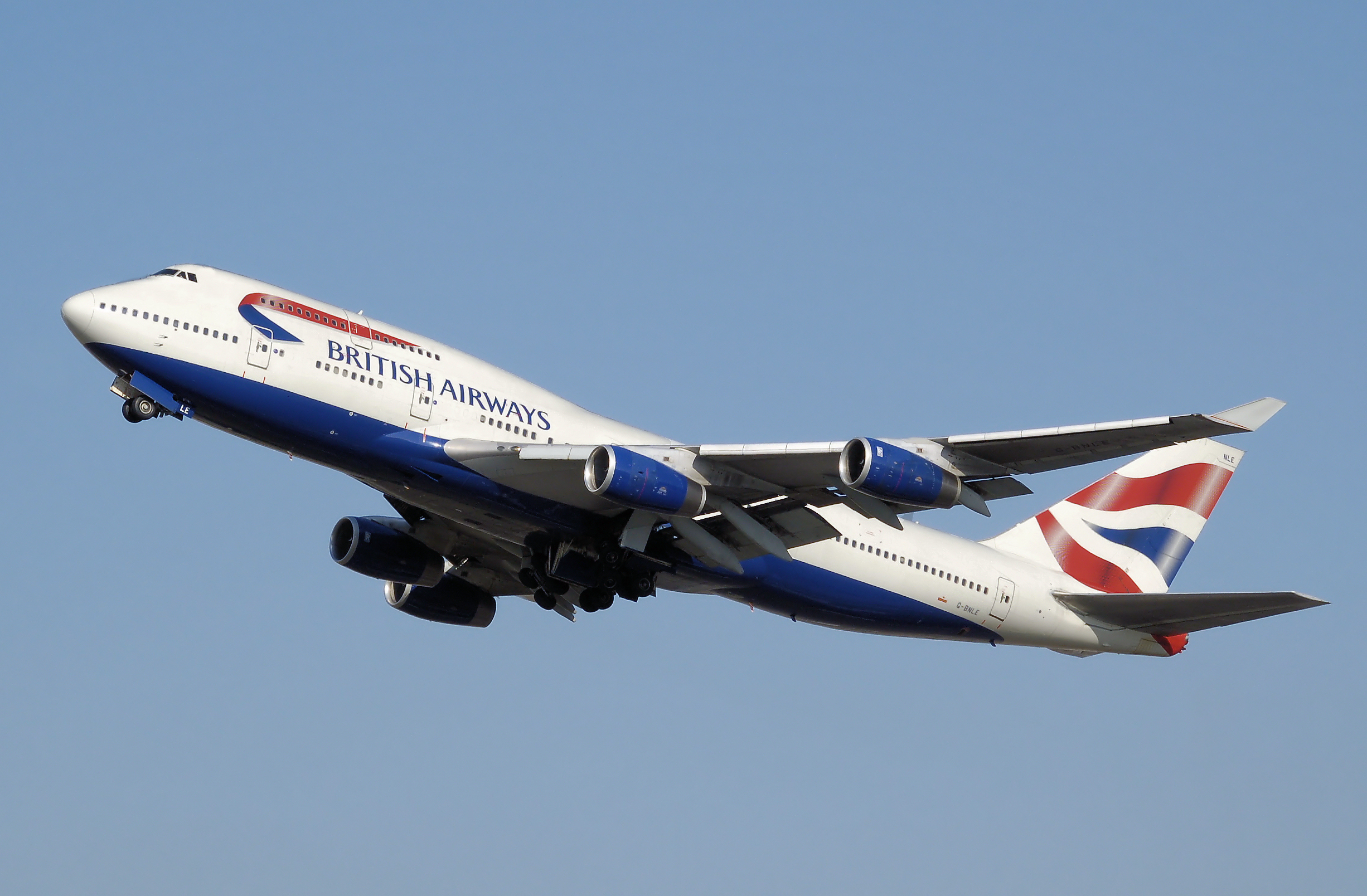
747-400 de British Airways despegando del aeropuerto de Heathrow.

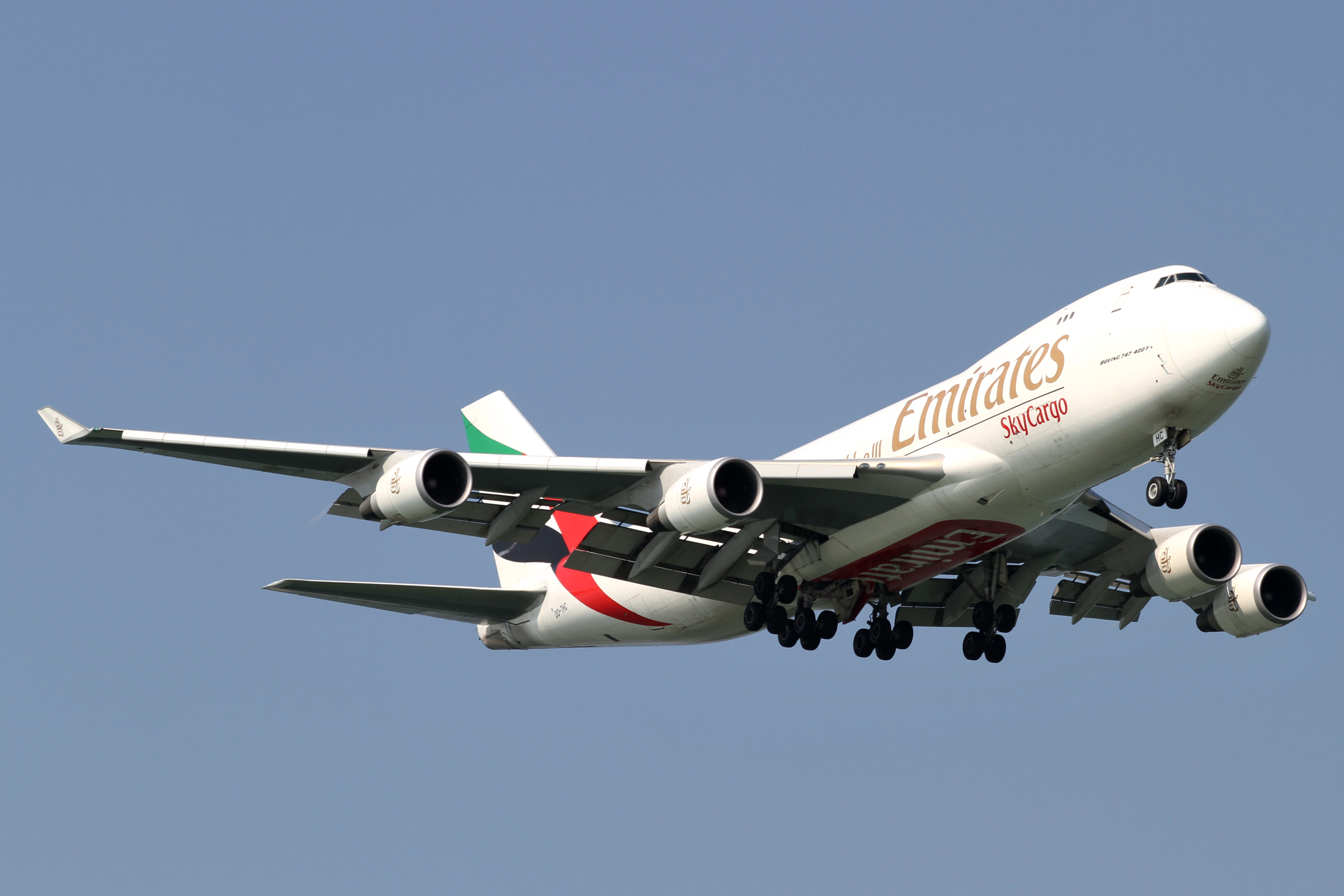
747-400F ER de Emirates SkyCargo en el aeropuerto Changi.

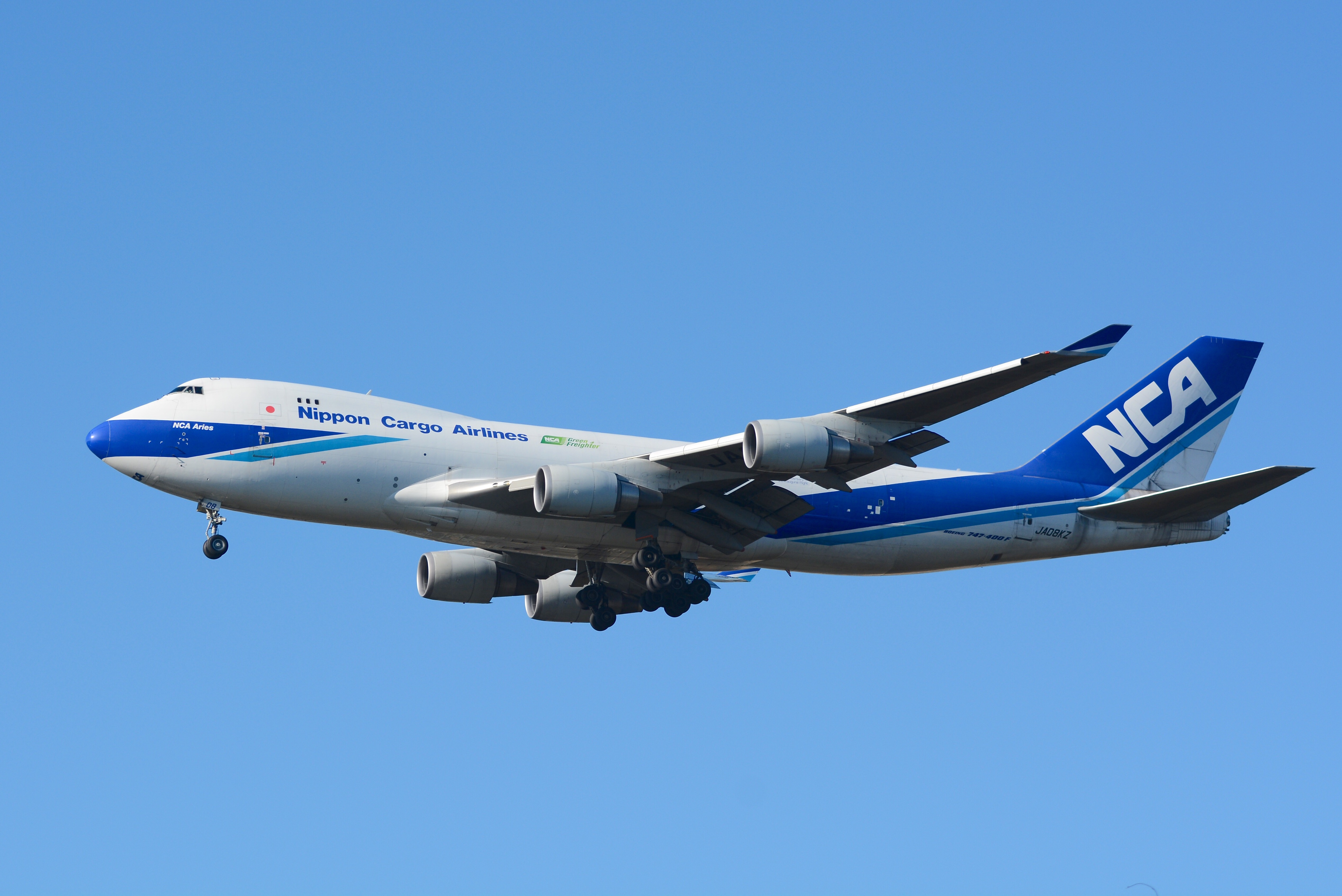
747-400F de Nippon Cargo Airlines en el aeropuerto de Narita.

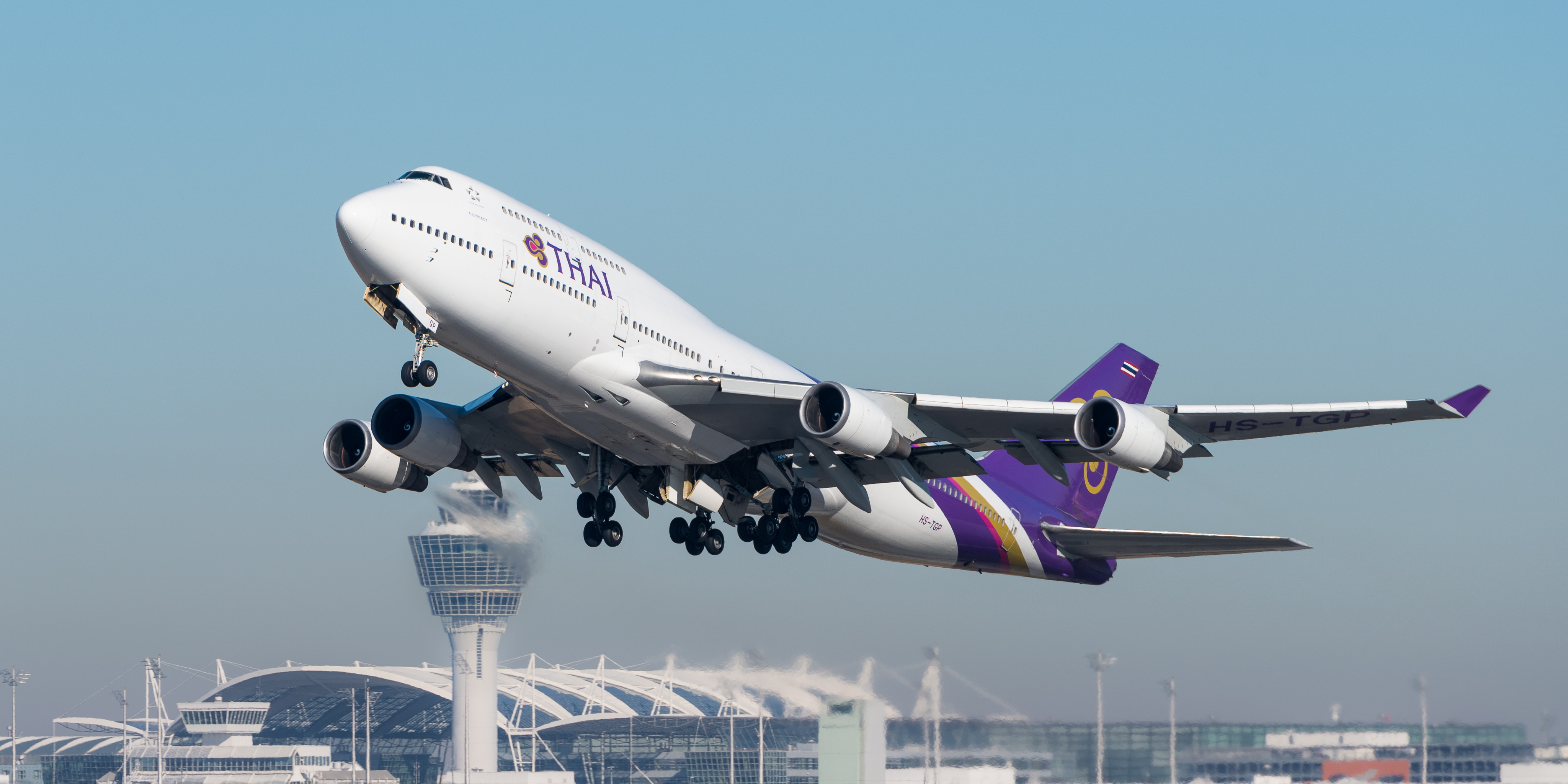
747-4D7 de Thai Airways International despegando de la pista 26L del Aeropuerto de Múnich.

#### África
Marruecos
- Royal Air Maroc (1)[54]

 Namibia
- Air Namibia (1)[55]

 Nigeria
- Med-View Airline (1)[56]

 Sudáfrica
- South African Airways (8)[57]

#### América
Argentina
- Aerolíneas Argentinas (3)[58]

 Canadá
- Air Canada (7)[59]
- Cargojet Airways (2)[60]

 Estados Unidos
- Delta Air Lines (16)[61]
- Polar Air Cargo (9)[62]
- Southern Air (6)[63]
- Global SuperTanker Services (1)[64]
- United Airlines (44)

 San Vicente y las Granadinas
- One Caribbean (1)[65]

 Venezuela
- Conviasa (2)[66]

#### Asia
Arabia Saudita
- Flynas (6)[67]
- Saudia (del servicio de pasajeros) (14)

 Bangladés
- Biman Bangladesh Airlines (2)[68]

 China
- China Cargo Airlines (5)[69]
- China Southern Airlines (2)[70]

 EAU
- Emirates (6)[71]
- Etihad Airways (1)[72]

 Fiyi
- Fiji Airways (1)[73]

 Hong Kong
- Air Hong Kong (4)
- Cathay Pacific (del servicio de pasajeros) (26)[74]

 India
- Air India (14)[75]

 Indonesia
- Garuda Indonesia (14)[76]
- Lion Air (2)[77]

 Irak
- Iraqi Airways (2)[78]

 Israel
- El Al (8)[79]

 Japón
- Japan Airlines (44)[80]
- All Nippon Airways (23)[81]

 Kirguistán
- Sky KG Airlines (2)[82]

 Kuwait
- Kuwait Airways (1)[83]

 Malasia
- Malaysia Airlines (23)[84]

 República de China
- EVA Air (19)[85]
- Mandarin Airlines (1)
- China Airlines (del servicio de pasajeros) (20)

 Singapur
- Singapore Airlines Cargo (19)
- Singapore Airlines[86] (del servicio de pasajeros) (43)

 Tailandia
- Thai Airways (18)[87]
- Orient Thai Airlines (5)[88]

#### Europa
Alemania
- Condor Flugdienst (1)[89]

 Eslovaquia
- ACG Air Cargo Global (4)[90]

 España
- Wamos Air (7)[91]
- Iberia (2)[92]

 Francia
- Air France (24)[93]
- Corsairfly (6)[94]

 Italia
- Alitalia (1)[95]

 Reino Unido
- British Airways (57)[96]
- Virgin Atlantic Airways (13)[97]

 Rusia
- Sky Gates Airlines (2)[98]

#### Oceanía
Australia
- Qantas (31)[99]

 Nueva Zelanda
- Air New Zealand (8)[100]

## Especificaciones
| Modelo                                      | 747-400                              | 747-400ER                     | 747-400F                                                                                | 747-400ERF                                                                              |
| ------------------------------------------- | ------------------------------------ | ----------------------------- | --------------------------------------------------------------------------------------- | --------------------------------------------------------------------------------------- |
| Tripulación de cabina                       | Dos                                  | Dos                           | Dos                                                                                     | Dos                                                                                     |
| Capacidad de pasajeros o Capacidad de carga | 416 (3-class) o 524 (2-class)        | 416 (3-class) o 524 (2-class) | Bodega principal: 30 palés Bodega inferior: 32 contenedores LD-1 Carga máx.: 112 630 kg | Bodega principal: 30 palés Bodega inferior: 32 contenedores LD-1 Carga máx.: 112 760 kg |
| Longitud                                    | 70,6 m                               | 70,6 m                        | 70,6 m                                                                                  | 70,6 m                                                                                  |
| Envergadura                                 | 64,9 m                               | 64,9 m                        | 64,9 m                                                                                  | 64,9 m                                                                                  |
| Altura                                      | 19,4 m                               | 19,4 m                        | 19,4 m                                                                                  | 19,4 m                                                                                  |
| Peso vacío                                  | 178.800 kg                           | 184 570 kg                    | 178 800 kg                                                                              | 184 570 kg                                                                              |
| Peso máximo de despegue                     | 396 890 kg                           | 412 775 kg                    | 396 890 kg)                                                                             | 412 775 kg                                                                              |
| Velocidad de crucero a 35 000 ft            | Mach 0,85 912 km/h                   | Mach 0,855 917 km/h           | Mach 0,845 908 km/h                                                                     | Mach 0,845 908 km/h                                                                     |
| Velocidad máxima a 35 000 ft                | Mach 0,87 988 km/h                   | Mach 0,87 988 km/h            | Mach 0,87 988 km/h                                                                      | Mach 0,87 988 km/h                                                                      |
| Carrera de despegue a MTOW                  | 3018 m                               | 3090 m                        | 3018 m                                                                                  |                                                                                         |
| Alcance máximo                              | 13 450 km                            | 14 205 km                     | 8230 km                                                                                 | 9200 km                                                                                 |
| Capacidad máx. de combustible               | 216 840 L                            | 241 140 L                     | 216 840 l                                                                               | 216 840 l                                                                               |
| Modelo de motores (x 4)                     | PW 4062 GE CF6-80C2B5F RR RB211-524H | PW 4062 GE CF6-80C2B5F        | PW 4062 GE CF6-80C2B5F RR RB211-524H                                                    | PW 4062 GE CF6-80C2B5F                                                                  |
| Empuje de los motores (x 4)                 | 282 kN PW 276 kN GE 265 kN RR        | 282 kN PW 276 kN GE           | 282 kN PW 276 kN GE 265 kN RR                                                           | 282 kN PW 276 kN GE                                                                     |
| Potencia de frenos                          | 10,319 kW                            | 10,823 kW                     | 11,256 kW                                                                               | 11,256 kW                                                                               |

Dibujo 3 vistas del 747-400.

Fuentes: 747-400 specifications, 747-400/-400ER airport report

## Aeronaves relacionadas

### Desarrollos relacionados
- Boeing 747
- Boeing 747-8
- Boeing YAL-1
- Boeing 747 Large Cargo Freighter
- 747 Supertanker

### Aeronaves similares
- Boeing 777-300ER
- Airbus A350-1000
- Airbus A340-600

### Secuencias de designación
- Secuencia numérica (interna de Boeing): ← 733 - 737 - 739 - 747 - 757 - 767 - 777 →
- Secuencia C-_ (Aviones de Carga estadounidenses, 1962-presente): ← C-29 - C-31 - C-32 - C-33 - C-35 - C-36 - C-37A/B →